# Primera División 1951 (Uruguay)
Het seizoen 1951 van de Primera División was het 47e seizoen van de hoogste Uruguayaanse voetbalcompetitie.

## Teams
Er namen tien ploegen deel aan de Primera División tijdens het seizoen 1951. Negen ploegen wisten zich vorig seizoen te handhaven en één ploeg promoveerde vanuit de Primera B: CA Defensor kwam in de plaats van het gedegradeerde CA Bella Vista.
| Club                      | Stad       | Stadion                              | Vorig seizoen |
| ------------------------- | ---------- | ------------------------------------ | ------------- |
| Central FC                | Montevideo | Estadio Parque Palermo               | 4e            |
| CA Cerro                  | Montevideo | Parque Demetrio Arana                | 5e            |
| Danubio FC                | Montevideo | Parque Forno                         | 6e            |
| CA Defensor               | Montevideo | Parque Rodó                          | 1e (1ª B)     |
| Liverpool FC              | Montevideo | Estadio Belvedere                    | 7e            |
| Montevideo Wanderers FC   | Montevideo | Estadio Parque Alfredo Víctor Viera  | 9e            |
| Club Nacional de Football | Montevideo | Estadio Centenario                   | 1e            |
| CA Peñarol                | Montevideo | Estadio Centenario                   | 2e            |
| Rampla Juniors FC         | Montevideo | Parque Nelson                        | 3e            |
| CA River Plate            | Montevideo | Estadio Parque Federico Omar Saroldi | 8e            |

## Competitie-opzet
Alle clubs speelden tweemaal tegen elkaar. De ploeg met de meeste punten werd kampioen. De ploeg die laatste werd degradeerde naar de Primera B.

### Kwalificatie voor internationale toernooien
De winnaar van de competitie werd uitgenodigd voor de Copa Internacional de Clubes Campeones (kortweg Copa Rio) in Brazilië. Titelverdediger Club Nacional de Football had in juli meegedaan aan dat toernooi als kampioen van Uruguay. In een groep met thuisploeg CR Vasco da Gama, Portugees kampioen Sporting Clube de Portugal en FK Austria Wien uit Oostenrijk eindigde Nacional als derde, wat niet voldoende was om de halve finales te bereiken.
De Copa Rio wordt beschouwd als een het eerste onofficiële wereldkampioenschap voor clubs en een voorloper van de Wereldbeker en het WK voor clubs. Het heeft echter niet dezelfde status gekregen als die twee latere toernooien en wordt officieel slechts als vriendschappelijk toernooi gezien.

### Torneo Competencia en Torneo de Honor
Voorafgaand aan het seizoen werd het Torneo Competencia gespeeld tussen de ploegen in de Primera División, aangevuld met twee ploegen uit de Primera B. Dit toernooi werd gewonnen door CA Peñarol. Ook werd er gestreden om het Torneo de Honor. Deze prijs werd uitgereikt aan de ploeg die het beste presteerde in het Torneo Competencia en in de eerste seizoenshelft van de Primera División.
In totaal speelden de ploegen in de hoogste klasse dit seizoen driemaal tegen elkaar. De eerste ontmoeting telde mee voor het Torneo Competencia en het Torneo de Honor, de tweede ontmoeting voor de Primera División en het Torneo de Honor en de laatste ontmoeting enkel voor de Primera División.

### Eerste seizoenshelft
Titelverdediger Club Nacional de Football leed op de eerste speeldag direct puntverlies tegen Central FC (1–1 gelijkspel). Hiermee zetten ze hun slechte vorm uit het Torneo Competencia - waarin ze de laatste vijf duels niet wonnen - voort. Uitdager CA Peñarol speelde in de tweede speelronde echter ook met 1–1 gelijk (tegen Danubio FC), waardoor CA River Plate koploper werd na twee wedstrijden. Ook de derde wedstrijd (tegen Montevideo Wanderers FC) won River Plate, maar vervolgens moesten ze met 5–3 buigen voor Nacional. Daardoor kwamen Nacional en Peñarol weer aan de leiding, met zeven punten. CA Defensor, dat in het Torneo Competencia nog tweede was geworden, stond na vier duels puntloos onderaan.
Na zeges voor beide titelfavorieten in hun volgende wedstrijd was het Nacional dat als eerste weer punten liet liggen: Liverpool FC speelde met 1–1 gelijk tegen de titelhouder. Hierdoor ging Peñarol (dat wel won) alleen aan de leiding. De daaropvolgende wedstrijd, op 14 oktober, speelden Peñarol en Nacional tegen elkaar. De ploegen hielden elkaar in balans (1–1), waardoor het onderlinge verschil in het klassement gelijk bleef. In de laatste wedstrijd van de eerste seizoenshelft behaalden Peñarol en Nacional allebei ruime overwinningen. Hierdoor bleef Peñarol halverwege het seizoen koploper; de Aurinegros hadden 16 punten. Nacional volgde met een puntje minder en Central was derde met elf punten. Onderaan de tabel had Defensor na enkele overwinningen de laatste plek verlaten. Montevideo Wanderers had nu de rode lantaarn; CA Cerro en Liverpool hadden een puntje meer.
Als winnaar van het Torneo Competencia en leider van het kampioenschap halverwege het seizoen was Peñarol uiteraard ook winnaar van het Torneo de Honor. Het was de zesde keer dat ze deze prijs veroverden.

### Tweede seizoenshelft
De terugronde begon voor Central met een overwinning op Nacional. Net als in de heenronde kon de titelverdediger niet winnen van de Palermitanos. Ook twee wedstrijden later verloor Nacional, ditmaal van Rampla Juniors FC. De voorsprong van Peñarol was op dat moment vijf punten. Hoewel Peñarol tussentijds ook punten liet liggen (remise tegen Defensor), groeide de voorsprong van Peñarol toen ook Cerro wist te winnen van Nacional: de marge van de Aurinegros op achtervolger Nacional was zes punten, met nog vier wedstrijden te spelen. De strijd tegen degradatie was spannender: de onderste vijf ploegen stonden binnen drie punten van elkaar. Liverpool en Montevideo Wanderers hadden echter de slechtste papieren.
Na de vijftiende speelronde kwam de spanning in de kampioensstrijd enigszins terug: Peñarol leed tegen River Plate hun eerste nederlaag van het seizoen, terwijl Nacional Defensor versloeg. In de strijd tegen degradatie kon ook Montevideo Wanderers winnen, terwijl Cerro en Liverpool de punten deelden. Omdat Cerro en River Plate ook de daaropvolgende wedstrijd punten pakten, waren zij zeker van handhaving. De degradatiestrijd ging nu nog tussen drie ploegen: Defensor en Wanderers hadden een punt voorsprong op Liverpool.
Peñarol en Nacional wonnen allebei in hun zestiende wedstrijd, waardoor de titelstrijd in de een-na-laatste speelronde kon worden beslist. Op 6 januari 1952 troffen Peñarol en Nacional elkaar en Peñarol zou de titel veroveren als ze minimaal een gelijkspel wisten te behalen. De wedstrijd eindigde echter in een 3–2 zege voor Nacional. Liverpool slaagde er tegen Danubio in om op gelijke hoogte te komen met Defensor en Wanderers.
Op de laatste speeldag speelde Peñarol tegen Montevideo Wanderers, Nacional trof Danubio en Defensor en Liverpool moesten tegen elkaar. Hoewel Nacional een ruime zege behaalde, deed Peñarol dat ook. De Aurinegros verzekerden zich hierdoor van hun achttiende landstitel. Omdat Defensor en Liverpool gelijkspeelden, bezegelde de winst van Peñarol ook het lot van Montevideo Wanderers: volgend jaar zouden ze voor het eerst sinds hun debuut in 1903 niet op het hoogste niveau actief zijn.

### Eindstand
|     | Club                      | Sp. | W  | G | V  | Pnt. | DV | DT | DS  |
| --- | ------------------------- | --- | -- | - | -- | ---- | -- | -- | --- |
| 01. | CA Peñarol                | 18  | 13 | 3 | 2  | 29   | 50 | 14 | +36 |
| 2.  | Club Nacional de Football | 18  | 12 | 3 | 3  | 27   | 50 | 21 | +29 |
| 3.  | Rampla Juniors FC         | 18  | 8  | 6 | 4  | 22   | 40 | 28 | +12 |
| 4.  | Central FC                | 18  | 6  | 6 | 6  | 18   | 23 | 29 | –6  |
| 5.  | CA Cerro                  | 18  | 7  | 3 | 8  | 17   | 26 | 38 | –12 |
| 6.  | Danubio FC                | 18  | 6  | 4 | 8  | 16   | 30 | 36 | –6  |
| 7.  | CA River Plate            | 18  | 6  | 4 | 8  | 16   | 31 | 41 | –10 |
| 8.  | CA Defensor               | 18  | 4  | 4 | 10 | 12   | 25 | 36 | –11 |
| 9.  | Liverpool FC              | 18  | 3  | 6 | 9  | 12   | 20 | 37 | –17 |
| 10. | Montevideo Wanderers FC   | 18  | 4  | 3 | 11 | 11   | 24 | 39 | –15 |

### Legenda
| Kleur | Kwalificatie voor              |
| ----- | ------------------------------ |
|       | Copa Rio 1952                  |
|       | Degradatie naar Primera B 1952 |

| Winnaar Primera División 1951 |
| ----------------------------- |
| CA Peñarol 18e titel          |

#### Topscorers
Juan Hohberg van landskampioen CA Peñarol werd topscorer met zestien doelpunten. Hij was de derde buitenlandse topscorer in de geschiedenis van de Primera División, en de tweede in het proftijdperk (vanaf 1932).
| №  | Speler       | Club       | Goals |
| -- | ------------ | ---------- | ----- |
| 1. | Juan Hohberg | CA Peñarol | 16    |